# Torre Vallhonrat
La Torre Vallhonrat és una obra de Matadepera (Vallès Occidental) protegida com a Bé Cultural d'Interès Local.

## Descripció
Torre de tres plantes, amb coberta a quatre vesssants de teula àrab. Mostra terrasses de cos sortint en dues façanes. El tractament del conjunt de les façanes és homogeni i harmoniós. Predomina la utilització d'ornaments ceràmics: balustres a les baranes de les terrasses, cornises en el ràfec i altres motllurs horitzontals. També els trobem als marcs, ampits i trancaaigües de les finestres. De la façana de ponent en destaquen les cinc finestres geminades amb arc de mig punt de la tercera planta. La casa està envoltada per un jardí de considerables dimensions i especial qualitat.

## Història
Notable exemple de casa d'estiueig de primer terç del segle xx. Respon a un dels primers establiments urbans a la zona de can Prat, prop de la riera de les Arenes.